# Türkiye Hentbol Federasyonu
Der Türkiye Hentbol Federasyonu (THF, deutsch: Türkischer Handballverband) ist der nationale Dachverband des Handballsports in der Türkei. Der Handballverband wurde am 4. Februar 1976 gegründet und ist Mitglied der Europäischen Handballföderation (EHF) sowie seit 1978 der Internationalen Handballföderation (IHF). Verbandssitz ist Çankaya.